# Nick Lane
Nick Lane (né en 1967) est un biochimiste et écrivain britannique . Il est professeur de biochimie évolutive à l'University College de Londres (UCL). Il a publié à ce jour quatre livres qui ont remporté plusieurs prix.
Formé à l'Imperial College de Londres, il a obtenu son doctorat à la Royal Free Hospital Medical School en 1995 avec une thèse intitulée Études in vivo des lésions d'ischémie-reperfusion dans une autogreffe rénale de lapin stockée sous hypothermie. Il a ensuite travaillé comme rédacteur médical chez Oxford Clinical Communications pendant un an avant de rejoindre Medi Cine International, une société multimédia médicale, également en tant qu'écrivain. En 1999, il est devenu directeur stratégique de ce qui était alors Adelphi Medi Cine, poste qu'il a occupé jusqu'en 2002. 
Il est devenu un chercheur honoraire à l'University College de Londres en 1997, a occupé le poste de lecteur honoraire depuis 2006 et a été le premier chercheur Venture Provost. Depuis octobre 2013, il est lecteur en biochimie évolutive au département de génétique, évolution et environnement de l'UCL. Il est l'auteur de livres de vulgarisation scientifique et de nombreux articles et est le lauréat du Biochemical Society Award 2015 et du prix Michael-Faraday 2016.

## Publications
Son livre, Life Ascending: The Ten Great Inventions of Evolution, a remporté le prix 2010 de la Royal Society for Science Books. Il a participé à l'émission In Our Time de Radio Four le 13 septembre 2012, sur la cellule, et de nouveau le 15 mai 2014 sur la photosynthèse.

### Livres
- N. Lane, Oxygen: The molecule that made the world, Oxford University Press, 2002 (ISBN 978-0198508038)
- Life in the Frozen State, CRC Press, 2004 (ISBN 978-0415247009)
- Nick Lane, Power, Sex, Suicide: Mitochondria and the Meaning of Life, Oxford University Press, 2005 (ISBN 978-0192804815) (Second, Kindle edition, 2018)
- Nick Lane, Life Ascending: The Ten Great Inventions of Evolution, Profile Books, 2009 (ISBN 978-1861978486, lire en ligne)
- W. W. Norton, Nick Lane, The Vital Question: Why Is Life The Way It Is?, Profile Books, 2015 (ISBN 978-1781250365);

### Articles sélectionnés
- Lane, « Mitochondrial disease: Powerhouse of disease », Nature, vol. 440, no 7084,‎ 29 mars 2006, p. 600–2 (PMID 16572142, DOI 10.1038/440600a, Bibcode 2006Natur.440..600L)
- Lane, « Cell biology: Power games », Nature, vol. 443, no 7114,‎ 25 octobre 2006, p. 901–903 (PMID 17066004, DOI 10.1038/443901a, Bibcode 2006Natur.443..901L)
- Lane, « Biodiversity: On the origin of bar codes », Nature, vol. 462, no 7271,‎ 19 novembre 2009, p. 272–274 (PMID 19924185, DOI 10.1038/462272a)